# Tamta strona ciszy
Tamta strona ciszy (niem. Jenseits der Stille) – niemiecki dramat obyczajowy z 1996 roku w reżyserii Caroline Link. Zdjęcia kręcono w Berlinie.

## Fabuła
8-letnia Lara wydaje się być typowym dzieckiem, które niczym się nie wyróżnia. Chodzi do szkoły, jest wesoła i ciekawa świata. Jej rodzice Martin i Kai są głusi, dlatego porozumiewają się językiem migowym. Przełomem w życiu Lary są święta spędzone u dziadków. Tam Lara poznaje siostrę swojego taty Clarissę oraz jej męża Gregora. Clarissa jest bardzo utalentowana muzycznie, o co brat był bardzo zazdrosny. W prezencie świątecznym Lara dostaje od Clarissy klarnet. Dzięki niemu odkrywa świat muzyki, który dla jej rodziców jest niedostępny. To podsyca gniew Martina, który chce Larę zatrzymać przy sobie, mimo przyjścia na świat drugiego dziecka. Lara jako 18-latka wbrew woli ojca jedzie do Berlina. Tam zatapia się w świecie cyganerii i decyduje się zdawać do konserwatorium muzycznego.

## Główne role
- Sylvie Testud - Lara
- Tatjana Trieb - Lara jako dziecko
- Howie Seago - Martin
- Emmanuelle Laborit - Kai
- Sibylle Canonica - Clarissa
- Matthias Habich - Gregor, mąż Clarissy
- Alexandra Bolz - Marie
- Hansa Czypionka - Tom
- Doris Schade - Lilli
- Horst Sachtleben - Robert
- Hubert Mulzer - Pan Gärtner
- Birge Schade - Pani Mertens
- Lea Mekhméche - Johanna
- Laurel Severin - Martin jako dziecko
- Selestina Stanissavijevic - Clarissa jako dziecko
- Julia Lorbeer - Bettina
- Anna Bickhofer - Bea
- Stefan Spreer - Walter

## Nagrody i nominacje
- nominacja do Oscara za rok 1997 za najlepszy film nieangielskojęzyczny